# Ninja JajaMaru Kun
Ninja JaJaMaru-kun (忍者じゃじゃ丸くん Ninja JaJaMaru-kun?) es un videojuego de plataformas de acción desarrollado y publicado por Jaleco para Famicom. Fue lanzado en Japón el 15 de noviembre de 1985 y fue portado a MSX en 1986. La versión para MSX se lanzó en Europa como Ninja II y se comercializó como una secuela de Ninja-kun: Majou no Bouken, un juego que usó el nombre Ninja para su lanzamiento europeo en MSX.
El juego fue un éxito comercial, vendiendo casi 1 millón de unidades. Un port para el sistema arcade Nintendo Vs. se lanzó en abril de 1986. Un remake titulado Ganso JaJaMaru-kun, fue lanzado en 1999 para WonderSwan. Ninja JaJaMaru-kun fue lanzado para la consola virtual japonesa de Nintendo el 26 de diciembre de 2006 y en las regiones PAL el 21 de septiembre de 2007 como parte de la promoción Ninja Week for the Hanabi Festival. Se lanzó en la consola virtual norteamericana el 22 de octubre de 2007. El 26 de mayo de 2021 se lanzó en Nintendo Switch a través de Nintendo Switch Online.

## Jugabilidad
En Ninja JaJaMaru-kun, el jugador toma el control de JaJaMaru, quien se propone rescatar a la Princesa Sakura del señor pirata Namazu Dayuu, o "Pirata Bagre". JaJaMaru puede correr, saltar y lanzar shurikens a los enemigos, todos los cuales están tomados del folclore japonés y se presentan antes de que comience un nivel. Cada nivel tiene ocho enemigos en total, que persiguen a JaJaMaru si ocupa el mismo piso que ellos. Derrotar enemigos hará que su espíritu aparezca y ascienda a la parte superior de la pantalla, que se puede agarrar para obtener puntos adicionales. Una vez que todos los enemigos son derrotados, JaJaMaru pasa al siguiente nivel.
JaJaMaru puede destruir ladrillos dispersos en niveles, algunos de los cuales producen potenciadores cuando se destruyen. Estos incluyen un carro que hace que JaJaMaru sea temporalmente invencible, una botella que le permite caminar a través de los enemigos, una bola roja que aumenta la velocidad, monedas que otorgan puntos extra y 1UP. Algunos ladrillos contienen bombas que matarán a JaJaMaru si las toca. Recolectar tres potenciadores diferentes convocará a una rana gigante llamada Gamapa-kun, a quien JaJaMaru montará y será completamente invencible y podrá comerse a cualquier enemigo cercano. Durante los niveles, Sakura a veces arrojará pétalos de flores que se pueden recolectar para obtener puntos, mientras que Namazu arrojará bombas mortales. Recolectar tres pétalos transportará a JaJaMaru a un nivel de bonificación, donde debe lanzar shhurikens hacia arriba hacia Namazu mientras evita sus bombas. Se otorgan puntos de bonificación por golpear a Namazu, mientras que golpear una bomba enviará al jugador al siguiente nivel.

## Desarrollo y Lanzamiento
Ninja JaJaMaru-kun fue desarrollado y publicado por Jaleco para Family Computer en Japón el 18 de noviembre de 1985. El juego es un spin-off de Ninja-Kid (1984), un videojuego arcade desarrollado originalmente por la empresa japonesa UPL, conocida por juegos como Atomic Robo Kid. aleco había portado previamente el juego a Famicom a principios de 1985 y decidió reutilizar el personaje Ninja-Kid para su propio juego de consola doméstica, ahora llamado Ninja JaJaMaru-kun. Se cree que el nombre proviene del nombre de un personaje del programa educativo japonés Okaasan a Issho, que se llamaba "Fukurokouji JaJaMaru".
El puerto del sistema de Nintendo Vs. fue lanzado por Jaleco para salas de juegos en abril de 1986. Ganso JaJaMaru-kun (元祖じゃじゃ丸くん?) es una nueva versión de Ninja JaJaMaru-kun lanzada en Japón el 15 de abril de 1999 por Jaleco para WonderSwan. Es una versión mejorada del juego original de Famicom con mejor control, aunque usa gráficos monocromáticos debido a que es un juego original de WonderSwan.
El 26 de mayo de 2021, Ninja JaJaMaru-kun se agregó como juego jugable a Nintendo Switch Online.